# Ариф Рахман Хаким
Ариф Рахман Хаким (индон. Arif Rahman Hakim; 24 февраля 1943, Палембанг — 24 февраля 1966, Джакарта) — индонезийский студент, член антикоммунистической организации КАМИ. Участник антикоммунистической кампании 1965—1966 и протестов против правительства Сукарно. Застрелен президентской охраной во время демонстрации. После свержения Сукарно причислен к народным героям.

## Происхождение
Родился в семье кочевников-минангкабау. Среднее образование получил в Паданге. Затем переехал в Джакарту, поступил на медицинский факультет Университета Индонезия.
Семья отличалась мусульманской религиозностью, Ариф Рахман Хаким практиковался как помощник муэдзина. Это определяло его правые антикоммунистические взгляды. Состоял в правомусульманской студенческой ассоциации HMI.

## Активность и гибель
Во время антикоммунистической кампании 1965—1966 Ариф Рахман Хаким активно примкнул к студенческому союзу КАМИ. Участвовал в демонстрациях под лозунгами TRITURA, требовал запрета индонезийской компартии и марксизма-ленинизма, чистки госаппарата от коммунистов и снижения цен.
24 февраля 1966 года (на эту дату пришлось его 23-летие) Ариф Рахман Хаким участвовал в молодёжной демонстрации у дворца президента Сукарно. Президентская охрана открыла огонь. Несколько человек погибли, в том числе Ариф Рахман Хаким.
Кровопролитие вызвало массовое возмущение. Похороны 26 февраля обернулись 100-тысячной демонстрацией. Образ Арифа Рахмана Хакима стал символом антисукарновского движения. Его залитая кровью одежда вдохновила известного поэта Тауфика Исмаила (тоже участника протестов) на стихотворение Sebuah Jaket Berlumur Darah — Куртка в крови.
События 24 февраля ускорили свержение Сукарно.

## Память
Ариф Рахман Хаким был причислен к двенадцати народным героям, погибшим в борьбе со «старым порядком» Сукарно. Его образ почитается правомусульманской общественностью. Именем Арифа Рахмана Хакима названы улицы в нескольких городах Индонезии, университетская мечеть и частная радиостанция в Джакарте.
Судьба Арифа Рахмана Хакима приводится правыми силами как аргумент против легализации коммунизма и неокоммунизма в современной Индонезии. Его имя непременно упоминается на соответствующих политических мероприятиях.